# Dream reality
Dream reality is een verzamelalbum van de Zweedse muziekgroep, Cross. Cross stapte met Gaze over naar een platenlabel dat meer erkenning had binnen de progressieve rock dan Lyxvax het eigen label van Cross. Toen Gaze uitkwam zorgde dat voor wat vraag naar oudere albums, doch Lyxvax kon die niet meer leveren. Daarop werd besloten een verzamelalbum uit te geven van de eerste drie muziekalbums, bekendstaande onder de Uncovered heart trilogie. De uitgezochte nummers werden geremasterd, geremixt en soms ook opnieuw opgenomen. Het mocht uiteindelijke de verbintenis met Cyclops Records niet bestendigen. Hansi Cross, leider van de band, koos uiteindelijk weer voor een eigen label Progress Records genaamd. Malcolm Parker is/was de baas van Cyclops Records.

## Musici
Zie Uncovered heart, Second movement en III

## Muziek
| Nr. | Titel                | Duur  |
| --- | -------------------- | ----- |
| 1.  | Changing             | 1:29  |
| 2.  | Fire                 | 13:34 |
| 3.  | Armoury show         | 5:23  |
| 4.  | Uncoverd heart       | 7:46  |
| 5.  | Courage              | 13:51 |
| 6.  | Run for rescue       | 5:06  |
| 7.  | The fake             | 0:59  |
| 8.  | Dream reality        | 8:39  |
| 9.  | Fanfare song         | 4:30  |
| 10. | Poison into medicine | 10:02 |
| 11. | Yearning             | 3:36  |